# مدراتو ویسینتینر
مدراتو ویسینتینر (انگلیسی: Moderato Wisintainer؛ ۱۴ ژوئیهٔ ۱۹۰۲ – ۳۱ ژانویهٔ ۱۹۸۶) یک بازیکن فوتبال اهل برزیل بود.